# Steppenwolf
Pour les articles homonymes, voir Steppenwolf (homonymie).
Steppenwolf était un groupe canadien de hard rock. Essentiellement actif dans les années 1960 et 1970, il est surtout connu pour les succès de Born to Be Wild, Magic Carpet Ride ainsi que The Pusher.

## Historique

### Débuts et déclin (1967–1976)
Le nom du groupe vient d'un roman de l'auteur allemand Hermann Hesse, Der Steppenwolf (Le Loup des steppes, 1927). La ville de Calw a d'ailleurs invité le groupe à jouer à l'International Hermann-Hesse-Festival en 2002.
À l'origine, les membres du groupe sont John Kay, au chant et à la guitare, Michael Monarch à la guitare, Goldie McJohn à l'orgue et aux claviers, Rushton Moreve à la basse et Jerry Edmonton à la batterie. En 1968, Nick St. Nicholas remplace Moreve à la basse. John Kay commence à jouer en 1964 à Toronto avec Jerry Edmonton et Goldy McJohn dans un groupe de blues, The Sparrow, ou Jack London and The Sparrows. En 1967, ils s'installent à San Francisco et forment Steppenwolf.
Leur premier album éponyme est enregistré très vite, car leur démo a déjà convaincu une maison de disques. Ce premier album comprend des reprises, comme Sookie Sookie de Don Covay ou encore Berry Rides Again de Chuck Berry, mais aussi des compositions originales. Le groupe rencontre la gloire lorsque deux de leurs chansons, Born to Be Wild et The Pusher, sont utilisés dans le film Easy Rider de et avec Denis Hopper et  Peter Fonda dans les rôles principaux. Born to be Wild devient alors un classique rock de la rébellion.
D'autres succès suivent comme Magic Carpet Ride de l'album Steppenwolf the Second et Rock Me de l'album At Your Birthday Party. Les albums les plus politiques du groupe, Monster et For Ladies Only, sont des instantanés des attitudes rock 'n' roll de l'époque (fin des années 1960, début des années 1970). Le groupe se sépare en 1971 et John Kay entame une carrière solo. Steppenwolf se reforme en 1974 pour l'album Slow Flux, puis se sépare à nouveau en 1976.

### John Kay and Steppenwolf (depuis 1980)
John Kay reforme encore une fois le groupe au début des années 1980 et part en tournée sous le nom John Kay and Steppenwolf.
Il sort également un album solo en 2001.

## John Kay and Steppenwolf

### Membres actuels
- John Kay - guitare, chant (depuis 1968)
- Michael Wilk - claviers (depuis 1982), basse (1984-2009)
- Ron Hurst - batterie (depuis 1987)
- Danny Johnson - guitare (depuis 1996)
- Gary Link - basse (1984, depuis 2009)

### Anciens membres
- Goldy McJohn - claviers (1968-1974)
- Michael Monarch - guitare (1968-1969)
- Jerry Edmonton - batterie (1968-1976)
- Rushton Moreve - basse (1968-1969)
- Nick St. Nicholas - basse (1969-1971)
- Dennis Edmonton - guitare (1970)
- Larry Byrom - guitare (1970-1971)
- George Biondo - basse (1970-1976)
- Kent Henry - guitare (1972)
- Bobby Cochran - guitare (1974-1976)
- Andy Chapin - claviers (1975)
- Wayne Cook - claviers (1976)
- Brett Tuggle - claviers (1981)
- Mike Palmer - guitare (1981-1984)
- Steve Palmer - batterie (1981-1984)
- Chad Peery - basse (1981)
- Welton Gite - basse (1982)
- Rocket Ritchotte - guitare (1987-1996)

## Steppenwolf

### Albums studio
- 1968 : Steppenwolf
- 1968 : The Second
- 1969 : At Your Birthday Party
- 1969 : Monster
- 1970 : 7
- 1971 : For Ladies Only
- 1974 : Slow Flux
- 1975 : Hour Of The Wolf
- 1976 : Skullduggery

### Albums live
- 1969 : Early Steppenwolf
- 1970 : Steppenwolf Live

### Compilations
- 1971 : Gold: Their Great Hits
- 1972 : Rest in Peace
- 1973 : 16 Greatest Hits
- 1975 : Sixteen Great Performances
- 1976 : The ABC Collection
- 1976 : The Best of Steppenwolf: Reborn to be Wild
- 1991 : Born to Be Wild - A Retrospective
- 1996 : Feed the Fire
- 1997 : Silver
- 1999 : The Best of Steppenwolf - Born to Be Wild
- 1999 : All Time Greatest Hits
- 1999 : 20th Century Masters – The Millennium Collection: The Best of Steppenwolf
- 2003 : The Collection
- 2005 : Gold
- 2015 : The ABC/Dunhill Singles Collection
- 2023 : The Epic Years 1974-1976

## John Kay & Steppenwolf

### Albums studio
- 1982 : Wolftracks
- 1984 : Paradox
- 1987 : Rock & Roll Rebels
- 1990 : Rise & Shine

### Albums live
- 1981 : Live In London
- 1995 : Live at 25
- 2004 : Live in Louisville